# Pelekium ciliatum
Pelekium ciliatum är en bladmossart som beskrevs av Andries Touw 2001. Pelekium ciliatum ingår i släktet Pelekium och familjen Thuidiaceae. Inga underarter finns listade i Catalogue of Life.